# Castillo y arboreto de Harcourt
El castillo de Harcourt (en francés: château d'Harcourt) es un castillo medieval francés que se encuentra en la comuna de Harcourt, en el departamento de Eure (región de Normandía). Es un modelo de arquitectura medieval, cuyo origen está vinculado a la familia de Harcourt. El edificio ha conservado intacta una gran parte de su estructura inicial.
Ha sido objeto de una clasificación en el título de los monumentos históricos por la lista de 1862.
El arboreto de Harcourt (del francés: Arboretum d'Harcourt), localizado en el dominio del castillo y con 11 hectáreas de extensión, es uno de los arboretos más antiguos que se pueden encontrar en Francia. También está catalogado como «Jardin Remarquable» (jardín notable) desde 1976.

## Historia

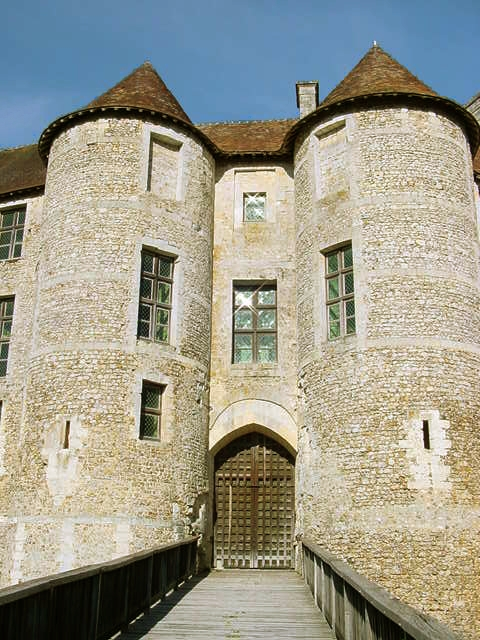
Entrada del logis del château

Si bien los primeros señores de Harcourt aparecen en el lugar alrededor del año 1000, hasta la segunda mitad del siglo XII no queda constatada en textos la existencia de un castillo. Robert II de Harcourt fue uno de los compañero de la cruzada de Ricardo Corazón de León. Ciertamente fue él quien construyó el primer castillo de piedra. Los Harcourt figuraban entre los barones más importantes de Normandía. Jean II d'Harcourt, por ejemplo, fue nombrado mariscal de Francia y acogió en su residencia al rey Felipe el Temerario. En 1338, otro rey de Francia, Felipe VI de Valois, erigió el señorío de Harcourt en condado. El castillo se convirtió en su sede principal.
La fortaleza parece raramente haber sido sitiada en el transcurso de la historia. Fue sólo durante la Guerra de los Cien Años cuando Harcourt se convirtió en un objetivo militar. En 1418, se rindió a los ingleses, pero fueron expulsados por los condes de Dunois, de Eu y de Saint-Pol en 1449. Las balas francesas perforaron de parte a parte las gruesas paredes de Harcourt.
Al final de la guerra, el dominio volvió a la familia de Rieux y luego, desde la segunda mitad del siglo XVI, pasó a manos de la poderosa casa de Lorena-Guisa. Las guerras de la religión obligaron a la defensa del castillo. En 1588, los Ligueurs lo ocuparon. En el siglo XVII, perdió todo interés militar. Quedó incluso casi abandonado e invadido por la vegetación.
Después de la confiscación del castillo durante la Revolución francesa, fue vendido junto con sus terrenos en 1802 a un abogado parisino amante de las viejas piedras, Louis Gervais Delamarre, quien introdujo masivamente el cultivo de pino en 200 hectáreas. Después de su muerte en 1827, la finca fue legada a la Academia real de Agricultura. la cual en 1833 encargó al botánico François André Michaux establecer el arboreto. En 1852 se plantaron diversas especies procedentes de Norteamérica, seguida de las plantaciones de 1855 a 1860 con otras especies de Europa y Asia.
La finca fue cedida, mediante escritura de donación del castillo y del arboreto al departamento de Eure. Desde el 1 de enero de 2000, el Consejo General del Eure (Conseil Général du l'Eure) es el propietario. En la actualidad contiene más de 3.000 plantas leñosas que representan alrededor de 470 especies.
Los jardines del castillo también contienen unos 0,93 km² de bosques de especies nativas y exóticas, con senderos para caminar.

## Arquitectura

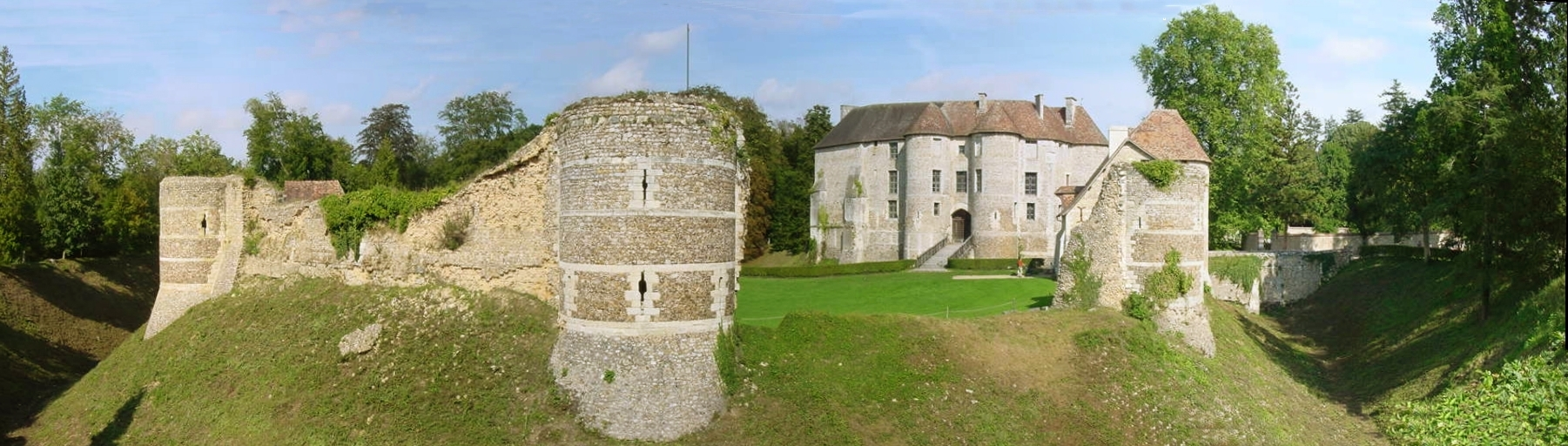
El château de Harcourt (ss. -)

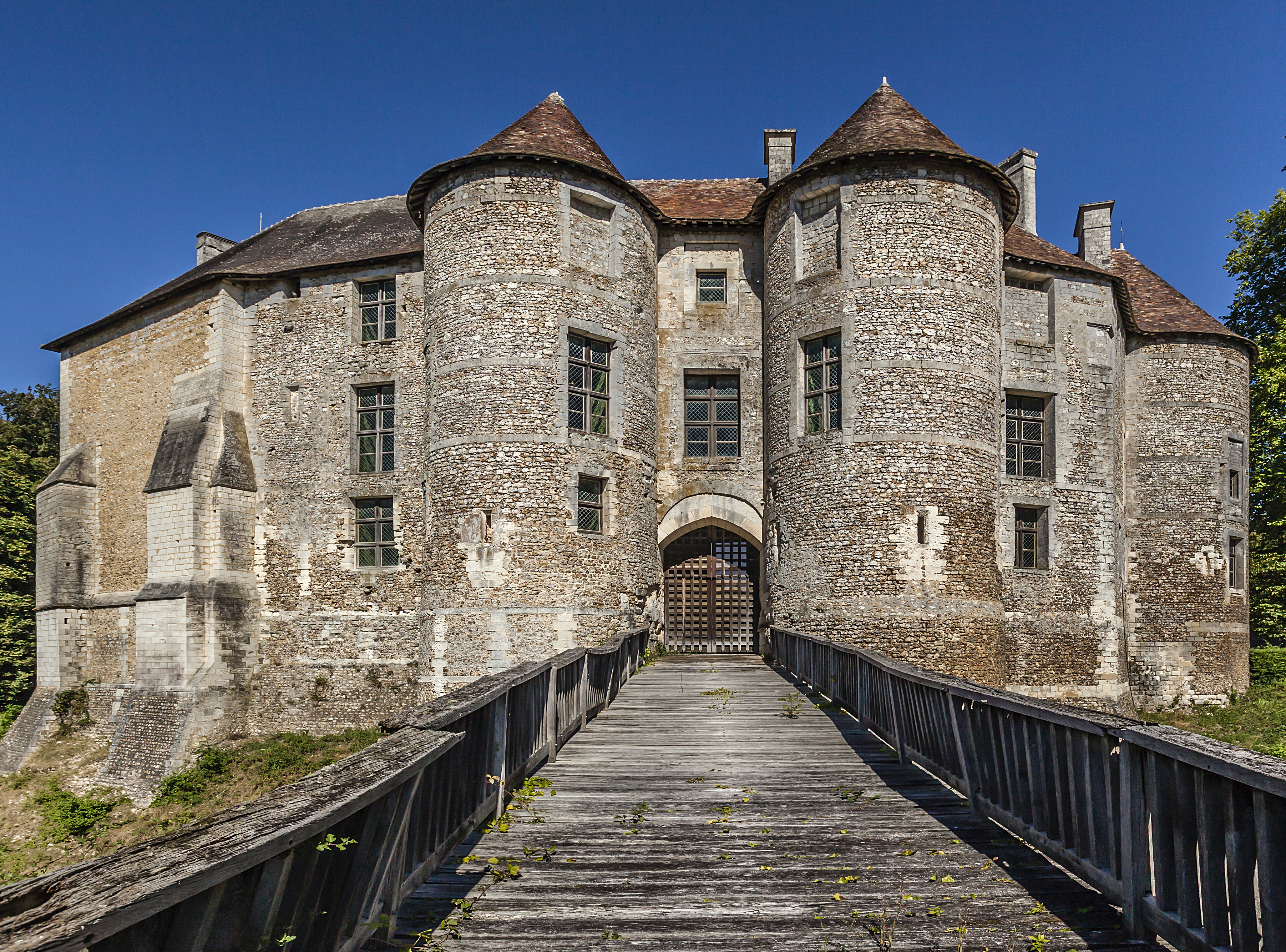
El château de Harcourt

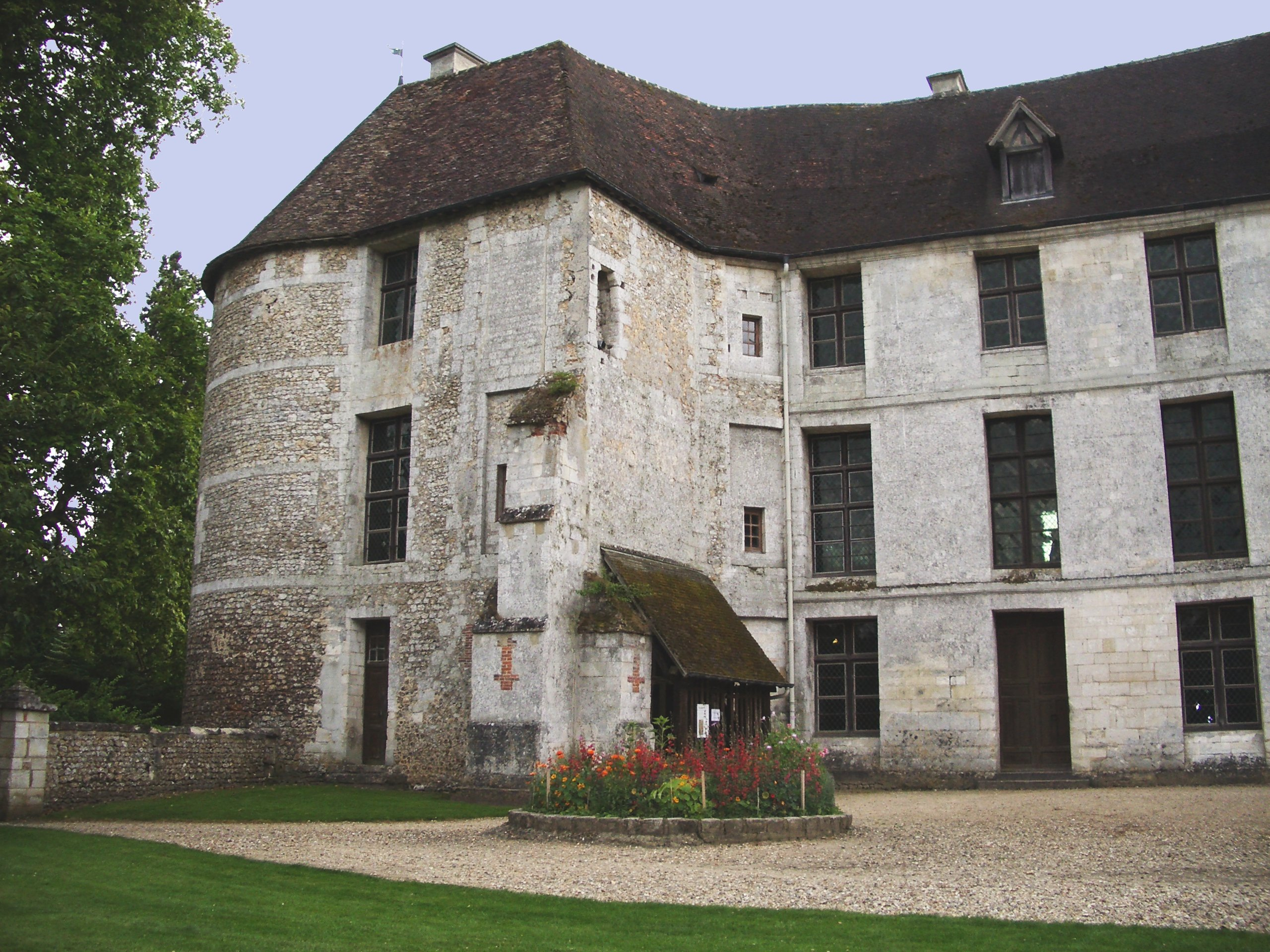
La fachada del

A la vista del sitio, se piensa que originalmente la fortaleza de Harcourt consistiría en una mota feudal rodeada por un foso, como muchas otras fortalezas de la época. En el Siglo XII, una torre cuadrada de piedra habría sucedido ya a las construcciones de madera. La arquitectura castral evolucionaría según el progreso de la poliorcética y con el propio ascenso social de sus propietarios. En el Siglo XIII, el antiguo donjon fue integrado en un castillo de forma poligonal. La basse-cour está protegida por una cortina puntuada por 9 torres redondas. Frente a esta cortina, un profundo foso, la mayor parte del tiempo seco (no hay río para alimentarlo), ciñe el conjunto. Las murallas y los fosos hacen un recorrido completo por el perímetro exterior del castillo.
En el Siglo XIV, la defensa continuó perfeccionándose. Una monumental puerta fortificada, un châtelet, defiende una de las dos entradas, la más expuesta de hecho. El patio, al que se accede por una puerta de entrada que conecta dos torres, contenía un verdadero pueblo: vivienda para los soldados, capilla, caballerizas, etc. Las aspilleras se ensancharon para permitir los tiros de ballesta.
En el Siglo XVII, Françoise de Brancas, esposa del conde de Harcourt, Alphonse de Lorraine, emprendió el reacondicionamiento de la fortaleza medieval para hacerla más habitable. Esta amiga de madame de Maintenon destruyó tres lados del castillo poligonal, para abrir sus apartamentos a la luz, e hizo colmar parte de los fosos. Con el mismo propósito, se perforaron grandes vanos rectangulares y con las piedras retiradas, se rehízo la fachada del castillo. También se revisó la disposición interior.
Además, el castillo medieval de Harcourt aparece hoy truncado ya que la parte superior del donjon fue arrasada hasta ponerlo a nivel de las otras edificaciones. Ya no hay ningún edificio en el basse-cour , pero en el pasado, pero probablemente la capilla estuviese allí.

## El arboreto
El arboreto es uno de los más antiguos de Francia, que data de 1802, cuando Louis-Gervais Delamare adquirió el castillo y sus terrenos. Introdujo el cultivo del pino en 200 hectáreas.
Después de su muerte en 1827 el arboreto fue legado a la « “Société royale d'agriculture” », que en 1833 encargó al botánico François André Michaux para establecer el arboreto. En 1852 se plantaron especies de América del Norte, seguidas desde 1855 hasta 1860 por las de Europa y Asia. 
Desde 1999, el arboreto ha sido propiedad del « “Conseil Général du l'Eure” », y en la actualidad contiene más de 3.000 plantas leñosas que representan unas 470 especies. Los terrenos del castillo también contienen un bosque de especies nativas y exóticas de 230 acres (0.93 km²), con senderos para caminar.
El jardín alberga miles de flores de temporada, incluyendo capuchinas, narcisos, tulipanes, lirios, amapolas.
Entre las especies plantadas en los jardines, destacan:
- Fagus sylvatica grupo 'Tortuosa'
- Ginkgos biloba
- Arces japoneses
- sauces.
- Robles de diversas especies
- Coníferas